# The Sex Monster
The Sex Monster – amerykański film komediowy z 1999 roku, napisany i wyreżyserowany przez Mike’a Bindera.

## Opis fabuły
Neurotyczny biznesmen, starając się wzbogacić pożycie seksualne swoje i partnerki, angażuje swe małżeństwo w triolistyczną relacje z inną kobietą. Wkrótce żona bohatera zostawia go dla spontanicznie poznanej kochanki.

## Obsada
- Mariel Hemingway – Laura Barnes
- Mike Binder − Marty Barnes
- Renée Humphrey – Didi
- Christopher Lawford – Dave Pembroke
- Kevin Pollak – dr. Jerry Berman
- Stephen Baldwin – Murphy
- Anita Barone – Carol
- Ryan Hodgson – Sex Monster

## Festiwale
Film zaprezentowano podczas następujących festiwali filmowych:
- 1999: Stany Zjednoczone − L.A. Outfest
- 1999: Stany Zjednoczone − U.S. Comedy Arts Festival
- 2000: Wielka Brytania − London Lesbian and Gay Film Festival

## Nagrody i wyróżnienia
- 1999, L.A. Outfest:
  - nagroda Grand Jury w kategorii wybitna aktorka w filmie fabularnym (Mariel Hemingway)
- 1999, U.S. Comedy Arts Festival:
  - nagroda Film Discovery Jury w kategorii najlepszy film
  - nagroda Film Discovery Jury w kategorii najlepszy aktor (Mike Binder)